# Helpe Majeure
Die Helpe Majeure ist ein Fluss in Frankreich, der im Département Nord in der Region Hauts-de-France verläuft. 

## Geographie

### Verlauf
Die Helpe Majeure entspringt im Gemeindegebiet von Ohain, direkt an der Grenze zu Belgien, nahe der belgischen Stadt Momignies. Der Fluss verläuft zunächst entlang dem Grenzverlauf nach Norden, schwenkt dann nach Westen ein und mündet nach rund 69 Kilometern nördlich von Noyelles-sur-Sambre als rechter Nebenfluss in die Sambre.

### Zuflüsse
- Ruisseau du Bouillon Baudet (rechts)
- Ruisseau des Gôcheries (rechts), 3,7 km
- Le Pont de Chimay (links), 2,2 km
- Ruisseau la Scierie (links), 1,6 km
- Ruisseau de Baives (rechts), 7,7 km
- Ruisseau des Gillettes (rechts), 4,2 km
- Ruisseau des Desiviers (rechts), 2,0 km
- Ruisseau de la Jonquette (rechts), 2,0 km
- Ruisseau de Montbliard (rechts), 12,5 km
- Ruisseau des Étangs (rechts), 4,5 km
- Ruisseau de L'Ermitage (rechts), 3,6 km
- Ruisseau Voyon (links), 8,7 km
- Ruisseau la Pissalade (rechts), 1,4 km
- Ruisseau d'Orbay (rechts), 5,8 km
- Willies (links), 1,3 km
- Le Rieu Trouble (links), 4,6 km
- Le Culot (links), 2,4 km
- Le Paradis (links), 3,9 km
- Ruisseau de la Patûre aux Boeufs (rechts), 5,3 km
- Grimoux (links), 1,7 km
- La Perrière (rechts), 3,5 km
- Ruisseau du Courtil (links), 2,5 km
- La Scierie (rechts), 1,8 km
- Ruisseau des Prés hauts (rechts), 1,1 km
- Ruisseau de la Belleuse (rechts), 8,9 km
- Ruisseau de Baquy (links), 1,7 km
- Ruisseau rieu d'Orsy (links), 1,4 km
- Ruisseau de Bouvret (rechts), 4,1 km
- Ruisseau de Rontaine (rechts), 1,5 km
- Ruisseau du Moulin ou Sambre (links), 3,4 km
- Ruisseau de Bas-Lieu (rechts), 4,7 km
- Ruisseau Saint Pierre (rechts), 5,3 km
- Ruisseau de Buchemont (rechts), 4,7 km
- Ruisseau du Rie Grives (links), 4,1 km
- Grand Fuchau (rechts), 1,0 km
- Petit Fuchau (links), 2,2 km
- Dompierre-sur-Helpe (rechts), 2,0 km
- Seugnies (rechts), 1,4 km
- Le Câtelet (links), 2,7 km
- Monte-en-Peine (rechts), 1,9 km
- Le Moulin (links), 1,2 km
- Taisnières-en-Thiérache (links), 2,1 km
- Taisnières-en-Thiérache (rechts), 2,4 km
- La Rue de Noyelles (links), 1,5 km
- Noyelles-sur-Sambre (links), 2,1 km

### Orte am Fluss
- Wallers-en-Fagne
- Eppe-Sauvage
- Sémeries
- Avesnelles
- Flaumont-Waudrechies
- Avesnes-sur-Helpe
- Dompierre-sur-Helpe
- Taisnières-en-Thiérache
- Noyelles-sur-Sambre